# Bill O'Reilly
William James "Bill" O'Reilly, Jr. (født 10. september 1949) er en amerikansk tv-vært, forfatter og politisk kommentator. Han er bedst kendt for at have været vært på Fox' The O'Reilly Factor, hvilket han var fra 1996 til 2017. I denne årrække var han den mest populære nyhedsvært i USA, og han har i sit virke haft stor indflydelse på især republikanske administrationer og politk. Udover sin værtrolle i The O'Reilly Factor har han yderligere været vært på The Radio Factor fra 2002 indtil 2009. O'Reilly er forfatter af en række bøger som f.eks. Pinheads and Patriots  Han beskriver sig selv som politisk neutral og som traditionalist, men betragtes oftest som konservativ og republikansk.

## Kontroverser
I april 2017 blev det kendt, at Fox News har indgået forlig med fem kvinder, der havde anklaget O'Reilly for sexchikane og uanstændig adfærd. Fox betalte kvinderne 13 mio USD. Efter at det blev kendt trak en række store firmaer deres TV-reklamer hos The O'Reilly Factor tilbage. Den 20. april 2017 blev det annonceret, at der efter en "grundig og omhyggelig gennemgang af beskyldningerne", blev aftalt, at Bill O'Reilly ikke ville vende tilbage til Fox News Channel. Siden afskedigelsen hos Fox har han drevet sin egen online podcast med titlen "No Spin News".